# Пасхин, Алексей Андреевич
Барон Алексей Андреевич Пасхин (17 (29) апреля 1831 — 20 июня (2 июля) 1863) — по слухам (отражённым в исторической миниатюре В. С. Пикуля «Пасхальный барон Пасхин») внебрачный сын императора Николая I и В. А. Нелидовой.

## Биография
Согласно дневнику сенатора А. Д. Комовского, в действительности являлся внебрачным сыном его старшего брата Сергея Дмитриевича Комовского (1798—1880), сына иркутского вице-губернатора и лицейского товарища Пушкина, правителя канцелярии Смольного института, и горничной в этом институте. Родился незадолго до Пасхи 1832 года; в ночь под Светлое Воскресение был подброшен (с запиской, подписанной якобы матерью ребёнка «Н. Эмжеури») в домовую церковь бездетных сенатора Ивана Васильевича Тутолмина (ум. 1839) и его жены Софьи (дочери графа П. И. Панина), которые взяли его на воспитание, назвав Алексеем (в честь Алексея — человека божьего) и дав отчество Андреевич (так как Тутолмин в тот же день был пожалован орденом Святого Андрея Первозванного) и фамилию Пасхин, так как был подкинут на Пасху. 
Получил от супругов Тутолминых, привязавшихся к нему, приличное состояние. После смерти в 1839 году Тутолмина находился под опекой его шурина В. Д. Камынина, а когда тот умер (1842), за ним наблюдала его вдова Анна Васильевна, сестра покойного Тутолмина, но в 1844 году и она умерла. Пасхин учился в московской гимназии, в 1850 году поступил вольноопределяющимся в гусарский Великого князя Константина Николаевича полк, в 1851 году произведен в эстандарт-юнкера, в 1852 — в корнеты. С 1854 года служил в «синих» лейб-кирасирах, а затем в лейб-гвардейских гусарах; с 1857 года поручик, с 1859 года штабс-ротмистр, а с 1860 года ротмистр. Умер а 1863 году, погребён в Сергиевой Приморской пустыни в крипте церкви во имя преподобного Сергия.
В 1836 году И. В. Тутолмин обратился к императору с просьбой исходатайствовать его воспитаннику индигенат в иностранном государстве и причислить его к русскому дворянству. Николай I приказал канцлеру Нессельроде войти в переговоры через русского посла в Вене Д. Татищева с австрийским правительством по поводу пожалования Пасхину баронского титула. Желая сделать приятное русскому двору, император Фердинанд I  17 (29) апреля 1839 года возвел воспитанника действительного тайного советника Тутолмина Алексея Андреевича Пасхина с нисходящим его потомство в баронское Австрийской империи достоинство. Именным высочайшим указом от 18 июня 1843 года разрешено Алексею Андреевичу Пасхину принять означенный титул с тем, чтобы он, Пасхин, был сопричислен к дворянству Российской империи при поступлении на государственную службу. Определением Правительствующего сената от 17 июля 1850 года Алексей Андреевич Пасхин признан в потомственном дворянстве с правом именоваться бароном. Определением Правительствующего сената от 12 сентября 1861 года утверждён в баронском достоинстве со внесением в V часть Родословной Книги гвардии ротмистр барон Алексей Андреевич Пасхин. Род пресекся с его смертью.